# Epistola di Eugnosto
L'Epistola di Eugnosto è un trattato gnostico in forma di epistola indirizzata a Eugnostos ("retto pensiero"), noto attraverso due copie ritrovate in Egitto nel 1945 e facente parte della collezione dei codici di Nag Hammadi (codici III.3 e V.7).
Il testo contiene un'esposizione della cosmologia gnostica. Il suo contenuto è molto simile a quello dell'opera gnostica cristiana Sapienza di Gesù Cristo, tanto che alcuni studiosi ritengono che la Sapienza sia una versione dell'Epistola a cui, secondo tale tesi, sarebbero stati aggiunti temi cristiani.